# Nicoleta Albu
Nicoleta Albu (Brăila, 10 de agosto de 1988) es una deportista rumana que compitió en remo.
Ganó cinco medallas en el Campeonato Mundial de Remo entre los años 2009 y 2013, y diez medallas en el Campeonato Europeo de Remo entre los años 2007 y 2014.
Participó en los Juegos Olímpicos de Londres 2012, ocupando el cuarto lugar en la prueba de ocho con timonel.

## Palmarés internacional
| Campeonato Mundial | Campeonato Mundial          | Campeonato Mundial | Campeonato Mundial |
| Año                | Lugar                       | Medalla            | Prueba             |
| ------------------ | --------------------------- | ------------------ | ------------------ |
| 2009               | Poznań (Polonia)            | Medalla de plata   | Dos sin timonel    |
| 2009               | Poznań (Polonia)            | Medalla de plata   | Ocho con timonel   |
| 2010               | Cambridge (Nueva Zelanda)   | Medalla de bronce  | Ocho con timonel   |
| 2013               | Chungju (Corea del Sur)     | Medalla de plata   | Dos sin timonel    |
| 2013               | Chungju (Corea del Sur)     | Medalla de plata   | Ocho con timonel   |
| Campeonato Europeo |                             |                    |                    |
| Año                | Lugar                       | Medalla            | Prueba             |
| 2007               | Poznań (Polonia)            | Medalla de bronce  | Dos sin timonel    |
| 2009               | Brest (Bielorrusia)         | Medalla de oro     | Dos sin timonel    |
| 2010               | Montemor-o-Velho (Portugal) | Medalla de oro     | Dos sin timonel    |
| 2010               | Montemor-o-Velho (Portugal) | Medalla de oro     | Ocho con timonel   |
| 2011               | Plovdiv (Bulgaria)          | Medalla de oro     | Dos sin timonel    |
| 2011               | Plovdiv (Bulgaria)          | Medalla de bronce  | Cuatro scull       |
| 2012               | Varese (Italia)             | Medalla de oro     | Dos sin timonel    |
| 2012               | Varese (Italia)             | Medalla de bronce  | Cuatro scull       |
| 2013               | Sevilla (España)            | Medalla de oro     | Ocho con timonel   |
| 2014               | Belgrado (Serbia)           | Medalla de oro     | Ocho con timonel   |